# Mario Bergamaschi
Pour les articles homonymes, voir Bergamaschi.
Mario Bergamaschi  est un footballeur italien né le 7 janvier 1929 à Crema et mort le 18 janvier 2020 dans la même ville. Il évoluait au poste de milieu.

## Biographie

### En club
Mario Bergamaschi commence sa carrière en 1947 à l'AC Crema (en),.
En 1950, il rejoint le Côme Calcio, club qu'il représente pendant trois saisons,. 
Bergamaschi est transféré à l'AC Milan en 1953. . Il est sacré Champion d'Italie à deux reprises en 1954-55 et 1956-57 lors de son passage à Milan,. 
Lors de la campagne de Coupe des clubs champions en 1957-1958, il dispute neuf matchs. Il marque un but lors d'un huitième de finale contre le Rapid Vienne. Il joue également la finale : le Milan AC s'incline contre le Real Madrid 2-3.
En 1958, il est transféré à l'UC Sampdoria,.
Après sept saisons avec la Sampdoria, il raccroche les crampons,.

### En équipe nationale
International italien, il reçoit cinq sélections en équipe d'Italie pour aucun but marqué entre 1954 et 1958,.
Il joue son premier match en équipe nationale le 5 décembre 1954 contre l'Argentine (défaite 0-2 à Rome) en amical.
Son dernier match en équipe nationale a lieu le 13 décembre 1958 contre la Tchécoslovaquie (match nul 1-1 à Gênes) dans le cadre de la Coupe internationale 1955-1960.

## Palmarès
AC Milan
- Championnat d'Italie (2) :
  - Champion : 1954-55 et 1956-57

- Coupe des clubs champions :
  - Finaliste : 1957-58.